# アカトマトガエル
アカトマトガエル（Dyscophus antongilii）は、ヒメアマガエル科トマトガエル属に分類されるカエル。

## 分布
マダガスカル北東部固有種

## 形態
体長6-7センチメートル、メス9-11センチメートル。体形は頑丈。頭部は扁平で幅広い。吻の長さは眼の直径とほぼ等しく、吻端は丸みを帯びる。眼後部から鼓膜上部、体側面にかけての皮膚が襞状になり、後頭部に水平方向の襞がある個体もいる。背面の体色は赤や褐色で、眼後部から体側面にかけて濃褐色の筋模様が入る。腹面の体色は白や黄色で、褐色の斑紋が入る。喉には不定形な暗色斑が入る。
外鼻孔は吻端と眼の中間に開口する。鼓膜は楕円形。前肢には水かきがないが、後肢には水かきがある。
変態直後の幼体は体長1センチメートル。オスは第1-3指や前腕の内側にあまり発達しない婚姻瘤がある。

## 生態
基底の柔らかい平地に生息する。地表棲。夜行性。乾季になると砂地の地中に潜って休眠する。
食性は動物食で、小型の無脊椎動物などを食べる。
繁殖形態は卵生。雨季になるとオスは水場に集まり、繁殖音をあげてメスに求愛する。池沼や水たまりに1回に1,000-3,000個の卵を産む。卵は2日で孵化し、孵化してから6週間で幼体へ変態する。生後1年で性成熟する。

## 人間との関係
分布が限定的である事に加えて、開発による生息地の破壊、水質汚染、ペット用の乱獲などにより生息数は減少している。ワシントン条約附属書Iに掲載されたため、商業目的での国際取引は禁止されている。
サイテスⅠからの降格、Ⅱ類になることで飼育が可能になった。